# Franz Mazura
Franz Mazura (ur. 21 kwietnia 1924 w Salzburgu, zm. 23 stycznia 2020 w Mannheimie) – austriacki śpiewak operowy, bas-baryton.

## Życiorys
Ukończył studia muzyczne w Detmold. Debiutował w 1949 roku w operze w Kassel. W kolejnych latach występował w Moguncji, Brunszwiku i Mannheimie. W 1963 roku został członkiem zespołu berlińskiej Deutsche Oper, a w 1967 roku opery w Hamburgu. Od 1971 roku występował również na festiwalu w Bayreuth. W 1979 roku kreował rolę Dr. Schöna w premierze 3-aktowej wersji Lulu Albana Berga, rolą tą debiutował także w 1980 roku w nowojorskiej Metropolitan Opera.
Początkowo specjalizował się w rolach basowych, później zaczął wykonywać partie barytonowe. Zasłynął jako interpretator ról w operach Richarda Wagnera. Śpiewał też partie Scarpii w Tosce Giacomo Pucciniego, Pizarra w Fideliu Ludwiga van Beethovena, Jochanaana w Salome Richarda Straussa, Mojżesza w Mojżeszu i Aaronie Arnolda Schönberga.